# Gös (flagga)

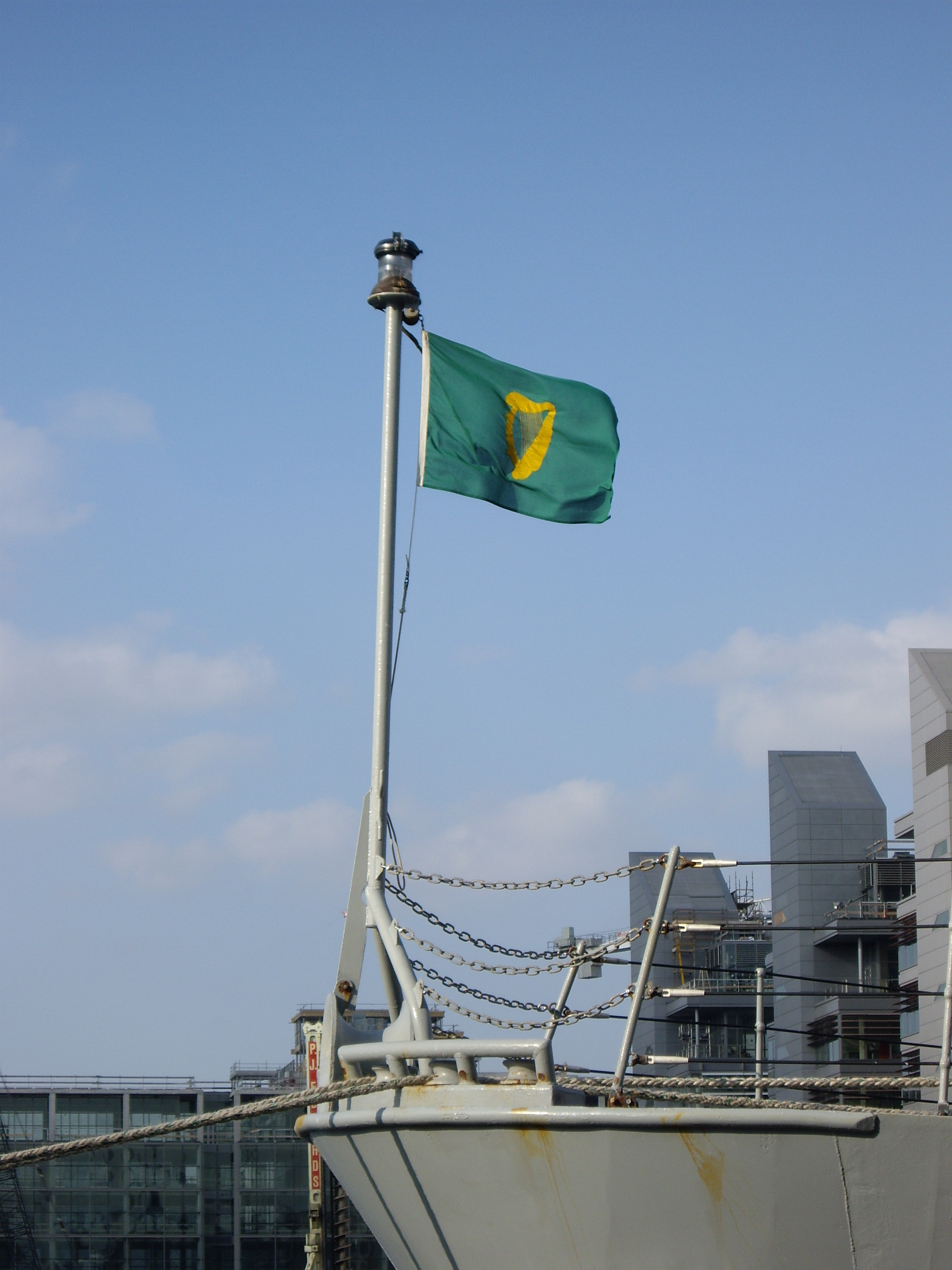
Gös hissad på ett av Republiken Irlands örlogsfartyg.

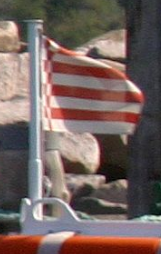
Bremens gös förd på en av tyska livräddningssällskapets båtar.

Gös (engelska: jack) är en flagga förd på gösstake i förstäven på ett fartyg.

## Bruk
Gös hissas och halas ned samtidigt som fartygets nationalflagga och förs endast då fartyget är förtöjt eller ligger till ankars. Gös brukas huvudsakligen på örlogsfartyg (örlogsgös) men förekommer även på handelsfartyg, där hemstadens flagga kan användas som gös. På fritidsbåtar kan de förekomma, men är relativt ovanliga. På motorbåtar kan en gös eller vimpel föras i form av en klubbstandert på gösstake eller på en mindre mast placerad ovanpå ruffen. Hissad i förmasten har gösen använts som ett tecken för att tillkalla lots.

## Svenska fartyg
Som örlogsgös på svenska örlogsfartyg förs en mindre örlogsflagga. Mellan 1844 och 1905 användes det svenska-norska unionsmärket som gös på svenska och norska örlogsfartyg, vilket uppenbart var inspirerat av den brittiska ”unionsgösen” – Union Jack. Svenska handelsfartyg använder ofta rederiflagga eller vapenflagga för hemmahamnen. 
På gös för svenska fritidsbåtar förekommer ofta klubbemblem eller liknande symbol.

## Etymologi
Ordet kommer av det nederländska geus, med ovisst ursprung. Möjligen kommer det av geuserna, motståndare till det spanska styret av Nederländerna under 1500-talet.

## Exempel på olika länders örlogsgösar

Det svensk-norska unionsmärket med proportioner 4:5 användes som örlogsgös i Sverige och Norge 1844–1905.
Som svensk örlogsgös används idag örlogsflaggan.
Den nuvarande norska örlogsgösen utgörs av nationalflaggans kors på en kvadratisk duk, utan örlogsflaggans tungor.
Finlands örlogsgös består av riksvapnet på en vit kvadratisk duk.
Danmark för sin örlogsflagga som örlogsgös.
Den brittiska Union Jack, "unionsgösen", används som brittisk örlogsgös. Den används även som nationalflagga på land.
Rysslands örlogsgös. Skapad av Peter den Store efter mönster från den brittiska örlogsgösen. Återinförd efter Sovjetunionens fall.
Estlands örlogsgös är till sin form påverkad av den ryska örlogsgösen, men förs i de estniska färgerna.
Lettland för en variant av örlogsflaggan i en form påverkad av den ryska örlogsgösen.
Litauens örlogsgös för storfurst Gediminas vapen i centrum på en röd flaggduk.
Under mellankrigstiden utgjordes Litauens örlogsgös av en variant av den dåvarande örlogsflaggan.
Polens örlogsgös är baserad på en traditionell polsk lansvimpel från 1600-talet, som visar en sabel beredd att hugga mot fienden. Den användes först vid slaget vid Oliwa mot Sverige 1627.
Tyskland för sin örlogsflagga som örlogsgös.
Ukraina för sedan 1997 sin nationalflagga som örlogsgös.
Denna örlogsgös med blått fält och treudd användes av Ukraina 1992–1997.
Den nederländska örlogsgösen går tillbaka på ett mönster från 1600-talet.
Den irländska örlogsgösen hämtar sitt utseende från en tidigare inofficiell flagga, vilken kan härledas från Irlands riksvapen.
Spaniens riksvapen i en kvadratisk duk som örlogsgös.
Den italienska örlogsgösen är sammansatt av vapnen för fyra historiska italienska sjöfararstater: Venedig, Genua, Amalfi och Pisa.
USA:s första örlogsgös använd 1775–1776.
Union Jack – ”unionsgösen” för USA – bygger på USA:s nationalflagga.
"First Navy Jack" används som gös på det äldsta aktiva fartyget i USA:s flotta.